# Nilobezzia arcuatipes
Nilobezzia arcuatipes är en tvåvingeart som beskrevs av Jean-Jacques Kieffer 1913. Nilobezzia arcuatipes ingår i släktet Nilobezzia och familjen svidknott. Inga underarter finns listade i Catalogue of Life.